# The Impossible Kid
The Impossible Kid ist das siebte Album des US-amerikanischen Rappers Aesop Rock. Es erschien am 29. April 2016 über das Label Rhymesayers Entertainment.

## Titelliste
1. Mystery Fish – 3:09
2. Rings – 3:47
3. Lotta Years – 1:59
4. Dorks – 3:33
5. Rabies – 3:06
6. Supercell – 3:51
7. Blood Sandwich – 4:25
8. Get Out of the Car – 1:53
9. Shrunk – 3:09
10. Kirby – 2:47
11. TUFF – 3:51
12. Lazy Eye – 2:45
13. Defender – 3:11
14. Water Tower – 3:51
15. Molecules – 3:23

## Rezeption

### Charts
The Impossible Kid erreichte Platz 30 der US-amerikanischen Billboard 200. Insgesamt hielt es sich zwei Wochen in den Album-Charts der Vereinigten Staaten.

### Kritik
Die E-Zine Laut.de bewertete The Impossible Kid mit fünf von möglichen fünf Punkten. Aus Sicht der Redakteurin Dani Fromm spreche Aesop Rock „ungewohnt deutlichen Klartext.“ Damit rumpele der Rapper, der sich bislang vor allem in „assoziative Spinnereien“ versteigert habe, die „Erwartungshaltung gründlich über den Haufen.“ Rock thematisiere „seine Gemütslage, seine körperliche Verfassung, sein Familienleben, seine Lebensumstände, den Entstehungsprozess seiner Platte“ und ziehe dabei „hemmungslos blank.“ Während er in Lotta Years „erhebliche Selbstzweifel“ offenbare, behandele er auf Get Out Of The Car und TUFF in ähnlicher Form wie El-P auf Cancer 4 Cure „den Tod seines einstigen Def-Jux-Labelkollegen Camu Tao.“ Die Lieder „wirken, obwohl höchst atmosphärisch, ausgesprochen handfest“ produziert. Auch das Artwork wird als „phantasie- wie wundervolle Verpackung“ gelobt.

### Bestenliste
In der Liste der besten „Hip Hop-Alben des Jahres“ 2016 von Laut.de wurde The Impossible Kid auf Rang 14 platziert. So kombiniere nur Aesop Rock einen „konkurrenzlos umfangreiche[n] Wortschatz, wild wuchernde Fantasie [und einen] abartig einzigartige[n] Flow.“ Im Ranking der „50 Alben des Jahres“ von Laut.de belegte The Impossible Kid Platz 21. Sofern der Hörer den Rapper „mit dem erwiesenermaßen umfangreichsten Wortschatz von allen nicht allein dafür schon lieb[e], dann für seinen konkurrenzlosen, weil ganz eigenen Vortrag.“